# Batalha de Baçorá (2003)
A Batalha de Baçorá foi um confronto militar que durou de 21 de março de 2003 até 6 de abril do mesmo ano e foi uma das primeiras batalhas da invasão do Iraque de 2003. Tropas britânicas, apoiados por americanos e australianos, lutaram pela posse da segunda maior cidade iraquiana, Baçorá, que era defendida por unidades do exército iraquiano e de guerrilheiros fedayin. A maioria dos combates aconteceram em ambiente urbano com os militares de Saddam não conseguindo montar uma defesa coesa. A luta durou apenas duas semanas e nela aconteceu uma das maiores batalhas entre tanques de guerra da história recente, a 27 de março, quando pelo menos 14 blindados iraquianos foram destruídos pelos veículos britânicos.